# 언더핸드
언더핸드(Underhand)는 야구에서 투수의 투구 방법 중 하나이다. 팔의 각도가 아래로 향하기 때문에 공이 솟아오르는 듯한 느낌을 주는 투구 방법이다. 이를 이유로 잠수함으로 비유되기도 한다.
야구의 본고장 미국 MLB에서는 언더핸드 대신 서브마린(Submarine)이나 사이드암(sidearm)을 주로 사용하고 언더핸드는 소프트볼에서 몸통이 똑바로 있고 어깨가 지면과 평평하며 엉덩이가 회전하지 않는 투구 방법을 의미 한다.

## 개요
야구의 초창기부터 있던 투구 방식으로, 극초창기에는 투수가 어깨 위로 공을 던지는 것이 금지되어 있었기 때문에 모두가 언더핸드 투수였다. 그러던 1890년대 말, 오버핸드와 사이드암이 허용되면서 투수의 경기 양상이 뒤바뀌었고 이 때부터 언더핸드 투수들도 폼을 역동적으로 바꾸어서 구속을 끌어올리게 되었다.
현대 야구의 언더핸드 투수는 대부분 지평선으로부터 하방 30~45도 정도의 팔 각도를 사용한다. 강한 구위 대신 무브먼트를 중시하며 일반적으로 팔에 몰리는 피로를 온몸에 분산하는 폼 덕분에 어깨에 무리가 덜 가면서 제구가 쉽게 잡히는 편이다.
투구 동작이 크고 텀이 길어 셋포지션에서의 견제나 도루 저지에는 불리한 편이다. 더욱이 좌완 투수가 우타자를 상대할 때나 우완 투수가 좌타자를 상대할 경우엔 구속과 구위가 떨어지는 상태에서 궤적까지 읽히기 쉽기 때문에 상대 타자에게 매우 쉽게 공략되는 모습을 보이곤 한다. 그렇다 보니 사이드암과 마찬가지로 상대적으로 다수를 차지하는 우타자에게 특히 더 약한 좌완 언더핸드 투수는 극소수에 불과하다. 이를 극복하기 위해 많은 언더핸드 투수들이 역방향으로 휘어지는 싱커를 배워서 구사하지만 이 마저도 매우 드물기 때문에 사실 이것도 완벽한 해답으로는 보기 어렵다.
이런 특징을 가진 탓에 언더핸드 투수에게 긴 이닝을 소화하는 게 전제가 되는 선발 투수를 맡기는 경우는 극히 드물며, 선발을 맡는다고 해도 꾸준히 좋은 성적을 거둔 예는 거의 없다고 단언해도 과언이 아니다. 비교적 언더핸드 투수가 많았던 한국에서도 이강철이나 한희민 또는 박충식 정도를 제외하면 성공한 예를 찾기 어려우며, 이들이 은퇴한 90년대 이후 풀 시즌 선발을 제대로 소화해 내는 언더핸드 투수는 거의 없었다. 단적인 예로 언더핸드 치고는 보기 드문 강속구와 특유의 구위를 앞세워 마무리로서 매우 훌륭한 성적을 거뒀던 김병현마저도 선발 투수로의 전향은 실패한 바 있다.
언더핸드는 이외에도 선발 투수를 맡기엔 보다 본질적이고 치명적인 단점을 안고 있는데, 다른 투구폼에 비해 현저히 떨어지는 구속과 구위를 폼 자체의 생소함으로 커버해 승부하는 타입이기 때문에 타선이 한 바퀴만 돌아도 상대 타자들이 폼과 타이밍을 눈에 익히게 되어 생소함이라는 큰 무기를 잃어버리게 된다. 실력이 떨어져도 타선을 두 바퀴 이상 돌리는 것이 임무 완수의 필요 조건인 선발 투수로선 최대한 긍정적으로 잡아도 대체로 4이닝째부터는 유독 더 불리한 위치에 서게 되는 것이며, 오버핸드 투수의 경우엔 피칭 레퍼토리가 좀 뻔하더라도 강한 구위를 이용하여 알고도 치지 못하도록 버틸 수 있지만 언더핸드는 그것이 어려운 편이다.

## 언더핸드 투구폼

### 높은 언더핸드
언더핸드 중에서 거의 사이드암과 비슷한 수준으로 어깨 근처나 약간 아래에서 나오는 투구폼이며 대표적으로 김병현, 고영표, 박충식, 성영재, 임기영 등이 있다. 패스트볼 구속을 제일 끌어올릴 수 있는 폼이며, 메이저 리그의 현역 언더핸드 투수들은 구속을 끌어올리기 위해 대체로 이 정도의 릴리스 포인트에서 던지는 편이다.

### 중간 언더핸드
팔각도가 45~60도에서 형성되는 보편적인 언더핸드이며, 대체로 패스트볼 구속이 140 km/h 이하이다. 이강철, 우규민, 김현욱, 유동훈 등 대부분의 언더핸드 투수들이 이 정도의 높이에서 던진다.

### 낮은 언더핸드
팔과 허리를 극단적으로 낮춰서 릴리스포인트가 지면 근처까지 떨어지는 투구폼이며 박정현, 정대현, 박종훈 등이 이에 속한다. 이 투구폼은 릴리스 포인트가 낮아서 시각적으로 뜨는 효과가 상당하기 때문에 130 km/h 정도의 느린 구속으로도 업슛 효과를 쉽게 낼 수 있다. 이 타입은 언더핸드 중에서도 중심이동이 매우 큰 편이라 셋 중 가장 느린 투구폼에 폼 자체에 횡변화가 많아서 신체 균형감각과 유연성이 매우 중요하다.

## 대표적인 언더핸드 투수

### 한국 프로야구
- 해태 타이거즈 - 주동식, 이강철
- KIA 타이거즈 - 유동훈, 손영민, 김병현
- MBC 청룡 - 이길환, 이광권, 이용철
- OB 베어스 - 박상열
- 롯데 자이언츠 - 노상수, 박동수, 정대현
- 빙그레 이글스 - 한희민
- 한화 이글스 - 허유강, 정대훈
- 태평양 돌핀스 - 박정현, 김신부
- 현대 유니콘스 - 박장희, 조용훈
- 넥센 히어로즈 - 마정길
- 삼성 라이온즈 - 김대우, 양일환, 진동한, 박충식, 우규민
- SK 와이번스 / SSG 랜더스 - 정대현, 박종훈
- NC 다이노스 - 박진우, 이태양
- LG 트윈스 - 정우영
- kt 위즈- 고영표

### 일본 프로야구
와타나베 슌스케, 마키타 가즈히사

## 같이 보기
- 사이드암

1. ↑  “Submarine (baseball)” (영어). 2021년 1월 5일.